# Costa Rica nos Jogos Olímpicos de Verão de 1976
A Costa Rica competiu nos Jogos Olímpicos de Verão de 1976, realizados em Montreal, Canadá.